# 塩田仔

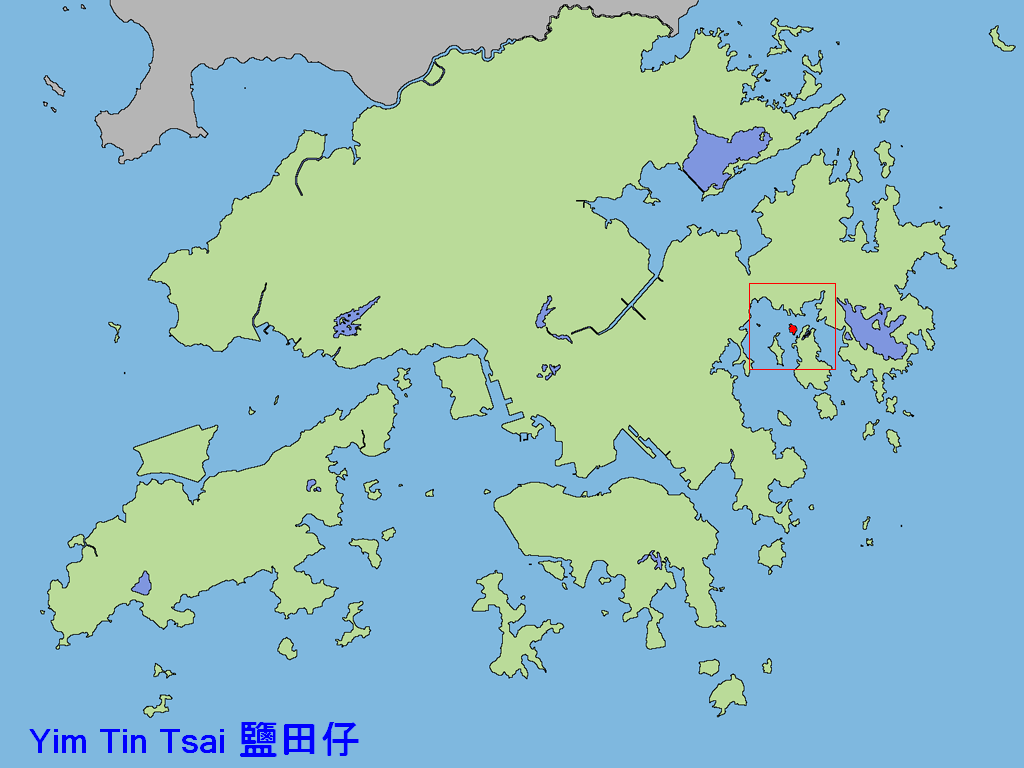
塩田仔の位置

塩田梓（イムチンチャイ、英語：Yim Tin Tze）、または塩田仔は、香港新界西貢区にある島である。住民は製塩を生業として、主にカトリックを信仰していた。カトリック香港教区司教総代理陳志明も塩田仔に生まれた。
18世紀に中国広東省宝安県（現・広東省深圳市）から陳氏夫妻が移住してきたのが始まり。「梓」には故郷の意味が込められている。全盛期には1,200人以上が住んでいたが、農業などが困難だったため、村民は外国や市街地に移り住んだ。今は住んでいる人がいないが、客家の伝統家屋や塩田の跡地、カトリック教会堂などが残された。

## 参考リンク
1. ↑  香港ポスト－西貢離島

座標: 北緯22度22分39秒 東経114度18分11.43秒 / 北緯22.37750度 東経114.3031750度